# Omar Torrijos
Omar Efraín Torrijos Herrera (13. februar 1929 i Santiago, Veraguas-provinsen - 31. juli 1981) var de facto leder over Panama mellem 1968 og 1981. 
Torrijos blev aldrig officielt valgt til præsident i Panama, men i stedet holdt han flere titler, her under "Leder for revolutionen i Panama" og "Supreme leder af regeringen". Selv, om han blev anset som en venstreorienteret diktator, havde han samtidig en vis politisk støtte fra USA, mest på grund af, at han var imod kommunismen og Sovjetunionen. Hans politik var i stor udstrækning baseret på progressivitet. Torrijos er måske mest kendt for, at han i 1977 forhandlede frem Torrijos-Carter-traktaterne, som endeligt gav Panama fuld suverænitet over Panamakanalen. 
Hans søn Martín Torrijos blev valgt til præsident og sad i dette embete fra 2004 til 2009. Torrijos`s far, José Maria Torrijos, var oprindelig fra Colombia og arbejdede som lærer i Panama. Omar Torrijos var den sjette af i alt tolv børn, og han blev tildelt et stipendium til krigsskolen i San Salvador. Han blev udeksamineret derfra som fænrik. Han sluttede sig til militæret i Panama i 1952. Han blev forfremmet til kaptajn i 1956.
Torrijos var ekstremt intolerant over for politisk opposition. Mange af hans politiske modstandere blev fængslet, forvist fra landet, dræbt eller "forsvandt" på mystisk vis. Desuden var det offentlige hele hans tid plaget af korruption og nepotisme, som gjorde Panama til det land med den højeste offentlige gæld per indbygger. I 1978 gik han af som leder af regeringen, men han var fortsat de facto hersker over landet, mens en anden af hans tilhængere, Aristides Royo, var en galionsfigur som præsident. 
Han havde nået graden oberstløjtnant i 1966, og kort tid efter et statskup i 1968 blev Torrijos forfremmet til oberst og gjort til kommandant for den panamanske nationalgarde. General Omar Torrijos døde i en alder af 52 år, da en flyvemaskine, som han var ombord i, styrtede ind i en bjergvæg under kraftig uvejr. På grund af begrænset dækning med radar i Panama i datiden, blev flyet ikke meldt savnet før næsten en dag efter, at ulykken fandt sted. Torrijos' dødsfald afstedkom spekulationer om, at han var offer for et attentat eller komplot. At Torrijos blev myrdet af amerikanske interesser, som havde plantet en bombe om bord på hans fly (organiseret af agenter fra CIA) er den mest kendte formodning. Torrijos døde kort tid efter indsættelsen af USAs præsident Ronald Reagan og kun to måneder efter, at Ecuador`s præsident Jaime Roldós døde under påfaldende lignende omstændigheder. 
Efter en statsbegravelse blev Torrijos gravlagt i kirkegården Amador i Casco Viejo, før han blev flyttet til et mausoleum i nærheden af Panama City. Han blev efterfulgt som leder for Nationalgarden og de facto leder for Panama af Florencio Flores, som senere blev efterfulgt af Rubén Darío Paredes. 